# Aczairskij
Aczairskij (ros. Ачаирский) – osiedle w Rosji, w obwodzie omskim, w rejonie omskim. W 2010 liczyło 2355 mieszkańców.